# IC 301
IC 301 ist eine elliptische Galaxie vom Hubble-Typ E0 im Sternbild Perseus am Nordsternhimmel. Sie ist schätzungsweise 222 Millionen Lichtjahre von der Milchstraße entfernt und hat einen Durchmesser von etwa 50.000 Lichtjahren. Die Galaxie gilt als Mitglied des Perseus-Haufens Abell 426.

Im selben Himmelsareal befinden sich u. a. die Galaxien NGC 1250, NGC 1265, IC 300, IC 312.
Das Objekt wurde am 13. Oktober 1891 vom französischen Astronomen Stéphane Javelle entdeckt.